# Nikolaj Nebogatov

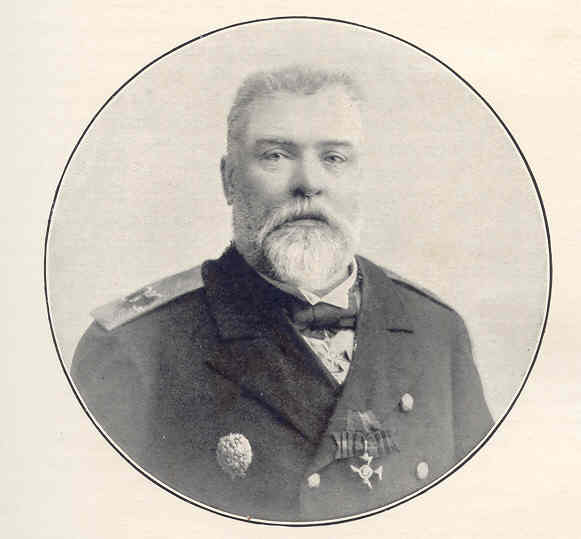
Nikolaj Nebogatov

Nikolaj Ivanovitsj Nebogatov (Russisch: Николай Иванович Небогатов) (20 april 1849 - Moskou, 4 augustus 1922) was een schout-bij-nacht in de Keizerlijke Russische Marine, die de Russische vloot overgaf in de Slag bij Tsushima.

## Beginjaren
Nebogatov studeerde in 1869 af aan het zeekadettenkorps en werd in 1874 luitenant. In 1882-86 voerde hij het bevel op de kruiser Razbojnik en in 1888 op de kanonneerboot Groza en in 1889 op de kanonneerboot Grad. Hij voerde daarna het bevel op de kruisers Krejs, de Admiral Nachimov in 1896 en de Minin. Hij werd dan hoofd van de artillerietraining van de Baltische Vloot en werd in 1901 schout-bij-nacht.

## Reis naar Tsushima

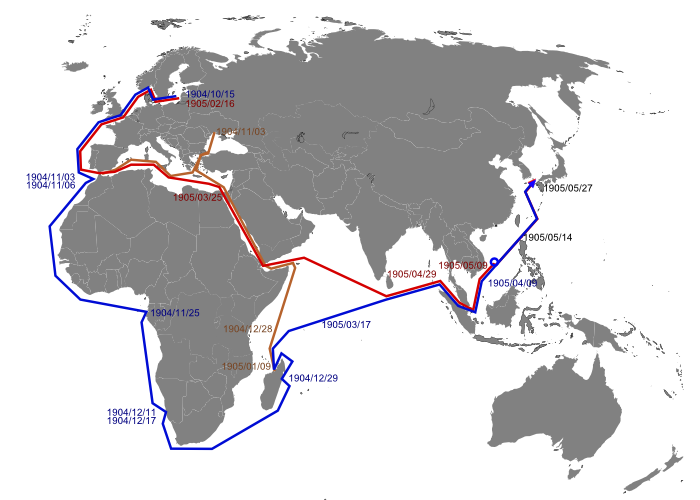
Nebogatov nam de rood aandeduide route door het Suezkanaal, Rozjestvenski moest rond Afrika varen langs de blauw aangeduide route.

In de Russisch-Japanse Oorlog was de Pacifische Vloot verslagen door de Japanners. Daarom werd de Baltische Vloot naar Port Arthur gestuurd onder admiraal Zinovi Rozjestvenski. Als aanvulling moesten nog een aantal oudere kruisers mee. Verschillende admiraals weigerden het bevel op te nemen, maar Nebogatov nam de uitdaging aan. Hij vertrok in februari 1905 met het ouder slagschip Imperator Nikolaj I, kruiser Vladimir Monomach, kustverdedigingsschepen Admiral Oesjakov en Admiral Senjavin en General Admiral Graf Apraksin en nog transportschepen. Hij voer door het Suezkanaal, stak de Indische Oceaan over en ontmoette het eskader van Rozjestvenski te Cam Ranh Bay ten zuiden van Annam in Frans Indochina. Rozjestvenski mocht van de Britten niet door het Suezkanaal varen na het Doggersbank-incident en moest met zijn vloot rond Afrika varen.

## Slag bij Tsushima

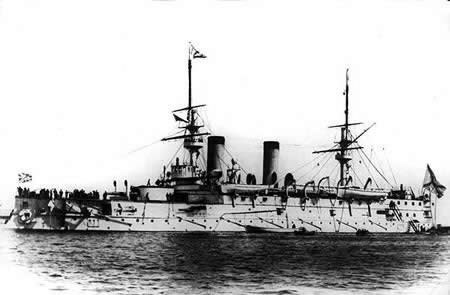
De Imperator Nikolaj I

In de Slag bij Tsushima mikten de Japanse schepen vooral op de grotere en nieuwere schepen van Rozjestvenski zodat de kleinere en oudere schepen van Nebogatov overleefden. Toen Rozjestvenski gewond was aan het hoofd door een granaatscherf en buiten bewustzijn was en zijn vlaggenschip aan het zinken was, nam Nebogatov als tweede in rang het bevel over. Nebogatov gaf zich over aan admiraal Togo Heihachiro op 28 mei 1905 met de Nikolaj I, de Orjol, de General-Admiral Apraksin en de Admiral Senjavin. Om 10.34 uur liet hij de seinvlag XGE hijsen ten teken van overgave. Hij ging aan boord van de Mikasa om de overgave te ondertekenen. Voor de overgave zei hij tot zijn mannen:
 "Ik heb niet lang meer te leven. Ik vrees de dood niet. Ik wil jullie niet laten sterven. Ik neem alle schuld op mij. Ze moeten mij voor de krijgsraad brengen. Ik aanvaard de doodstraf"
Kapitein Vasili Fersen van de kruiser Izoemroed weigerde zich over te geven en ontsnapte door de Japanse linie. De kapitein van de Admiral Oesjakov was verlorengevaren in de nacht en wist niet van het bevel tot overgave. Hij werd de volgende ochtend gekelderd door een Japanse overmacht.

## Krijgsraad
Nebogatov werd krijgsgevangen genomen. Terwijl hij gevangen zat, kreeg hij op 22 augustus 1905 oneervol ontslag uit de Russische marine. Terug in Rusland werd hij samen met 77 officieren in december 1906 voor de krijgsraad gesleept. Nebogatov en drie van zijn kapiteins werd op 25 december 1906 veroordeeld tot de dood door het vuurpeloton. Tsaar Nicolaas II van Rusland zette de doodstraf om naar tien jaar gevangenisstraf. In mei 1909 kreeg Nebogatov gratie ter gelegenheid van de verjaardag van de tsaar.